# Royal Exchange (Dundee)

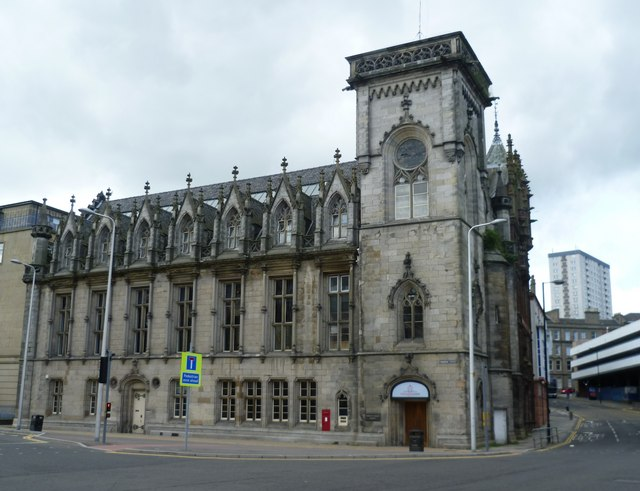
Royal Exchange

Die Royal Exchange ist ein Geschäftsgebäude in der schottischen Stadt Dundee in der gleichnamigen Council Area. 1965 wurde das Bauwerk in die schottischen Denkmallisten in der höchsten Denkmalkategorie A aufgenommen.

## Geschichte
Die Royal Exchange wurde 1855 fertiggestellt. Für den Entwurf zeichnet der schottische Architekt David Bryce verantwortlich. Ergänzungen wurden 1882 durch John Murray Robertson und 1910 durch James Findlay geplant. 1954 wurde im Zuge der Überarbeitung des Innenraums durch T. Lindsay Gray das Hammerbalken-Gewölbe des Lesesaals unterteilt und abgesenkt.

## Beschreibung
Das vornehmlich zweistöckige Gebäude steht an der Kreuzung der Straße Meadowside mit der Panmure Street im Stadtzentrum. Gegenüber befinden sich die McManus Galleries und westlich die High School of Dundee. Das neogotisch Gebäude ist im Stile der flämischen Gotik ausgestaltet. Sein Mauerwerk besteht aus gelblichen Sandsteinquadern, die zu einem Schichtenmauerwerk verbaut wurden. Das rückwärtige Bruchsteinmauerwerk ist mit Steinquadern verblendet.
Die südexponierte Hauptfassade entlang der Panmure Street ist sieben Achsen weit. Markant sind die sieben elaboriert ausgestalteten, kleinen Zwerchgiebel mit Spitzbogenfenstern. Von der Gebäudekante ragt ein quadratischer Turm auf. Er schließt mit einer offenen Steinbrüstung mit skulpturierten Wasserspeiern ab. Aus der kurzen Fassade entlang der Meadowside tritt ein kleiner Turm halboktogonal heraus. Das Dach der Royal Exchange ist mit grauem Schiefer eingedeckt.